# Zbojnícky zámok
Zbojnícky zámok je přírodní rezervace v oblasti Prešov.
Nachází se v katastrálním území obce Ruská Nová Ves v okrese Prešov v Prešovském kraji. Území bylo vyhlášeno v roce 1964 na rozloze 8,0 ha. Ochranné pásmo nebylo stanoveno.